# Lichtentaler Allee

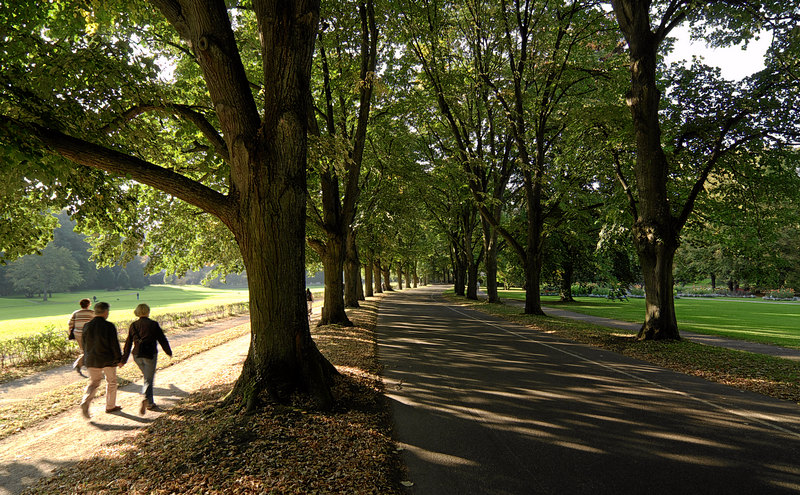
Lichtentaler Allee.

La Alameda Lichtentaler en alemán : Lichtentaler Allee es un parque histórico y arboreto que se desarrolla a lo largo de una avenida de paseo de 2,3 kilómetros de longitud siguiendo la orilla oeste del río Oos en Baden-Baden, Baden-Württemberg, Alemania. Se encuentra abierto a diario con entrada libre.

## Historia
Se cree que la avenida puede tener sus inicios en 1655 como el trayecto entre el mercado de la ciudad y el monasterio de Lichtenthal. 
Fue desarrollada a entre 1850 y 1870 en la instalación del casino Bénazet, y plantada con una gran variedad de árboles y de plantas arbustivas.

## Colecciones

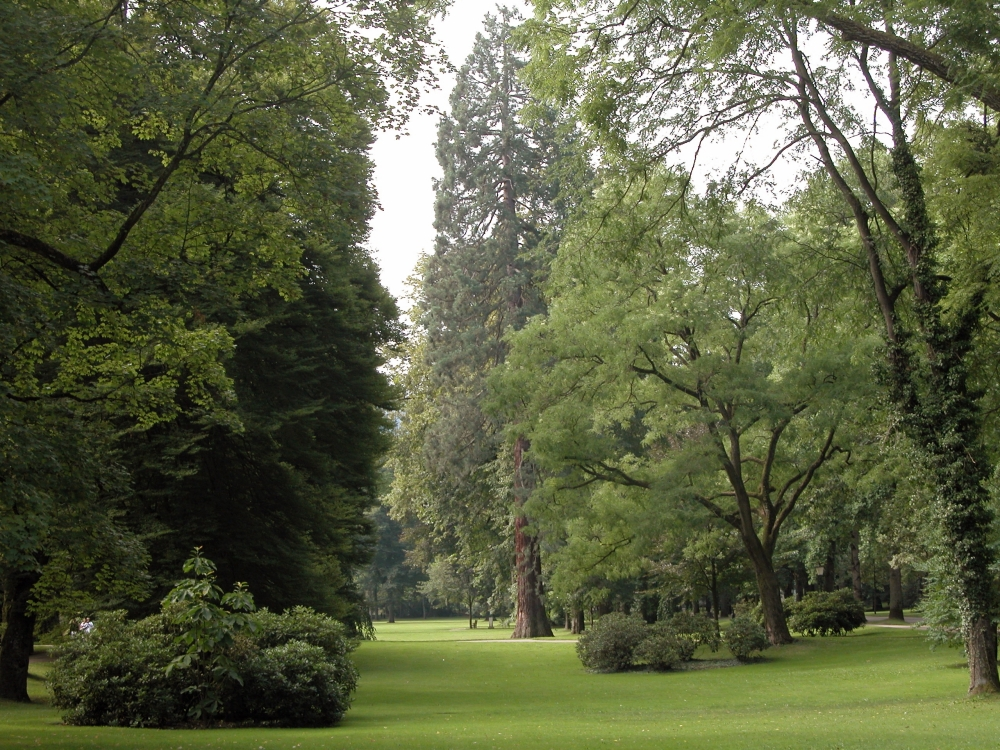
Zona de parque en la Lichtentaler Allee.

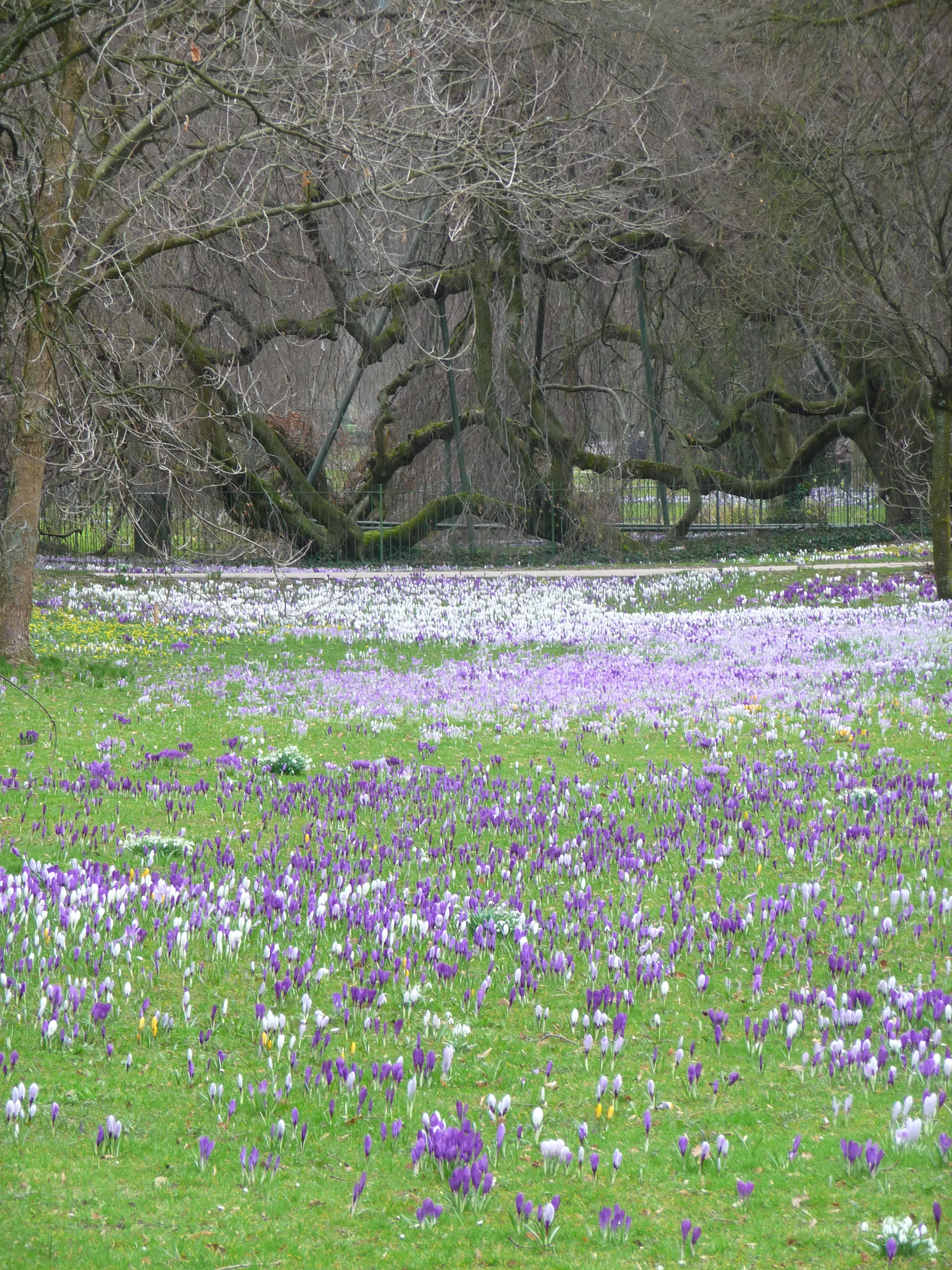
Azafranes en la Lichtentaler Allee.

Actualmente la avenida contiene unos 300 tipos de plantas leñosas tanto nativas como exóticas, incluyendo alisos, azaleas, castaños, gingkos, citrus, magnolias, aceres, robles, y sicomoros. 

Plantas leñosas
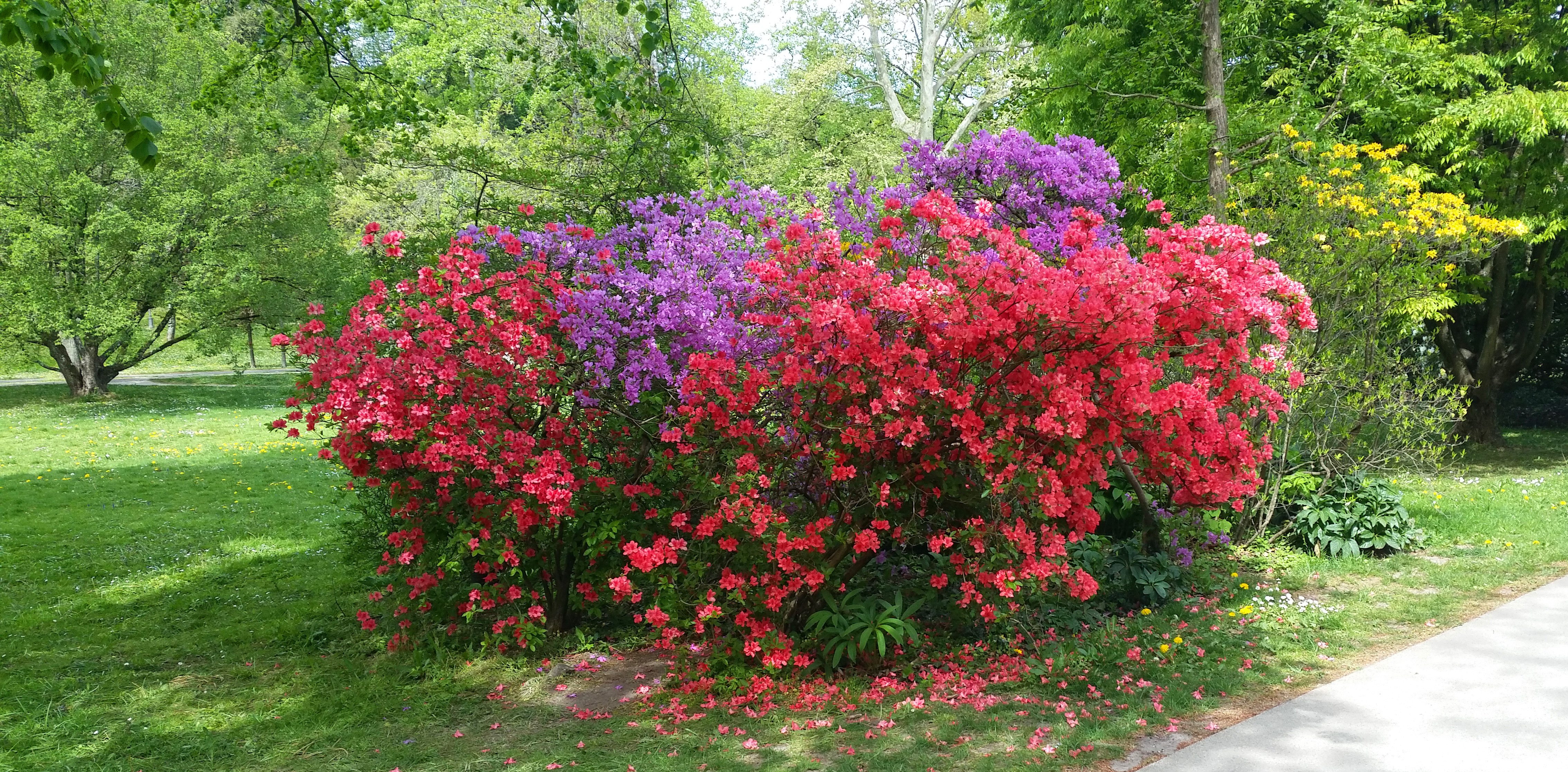
Azaleas
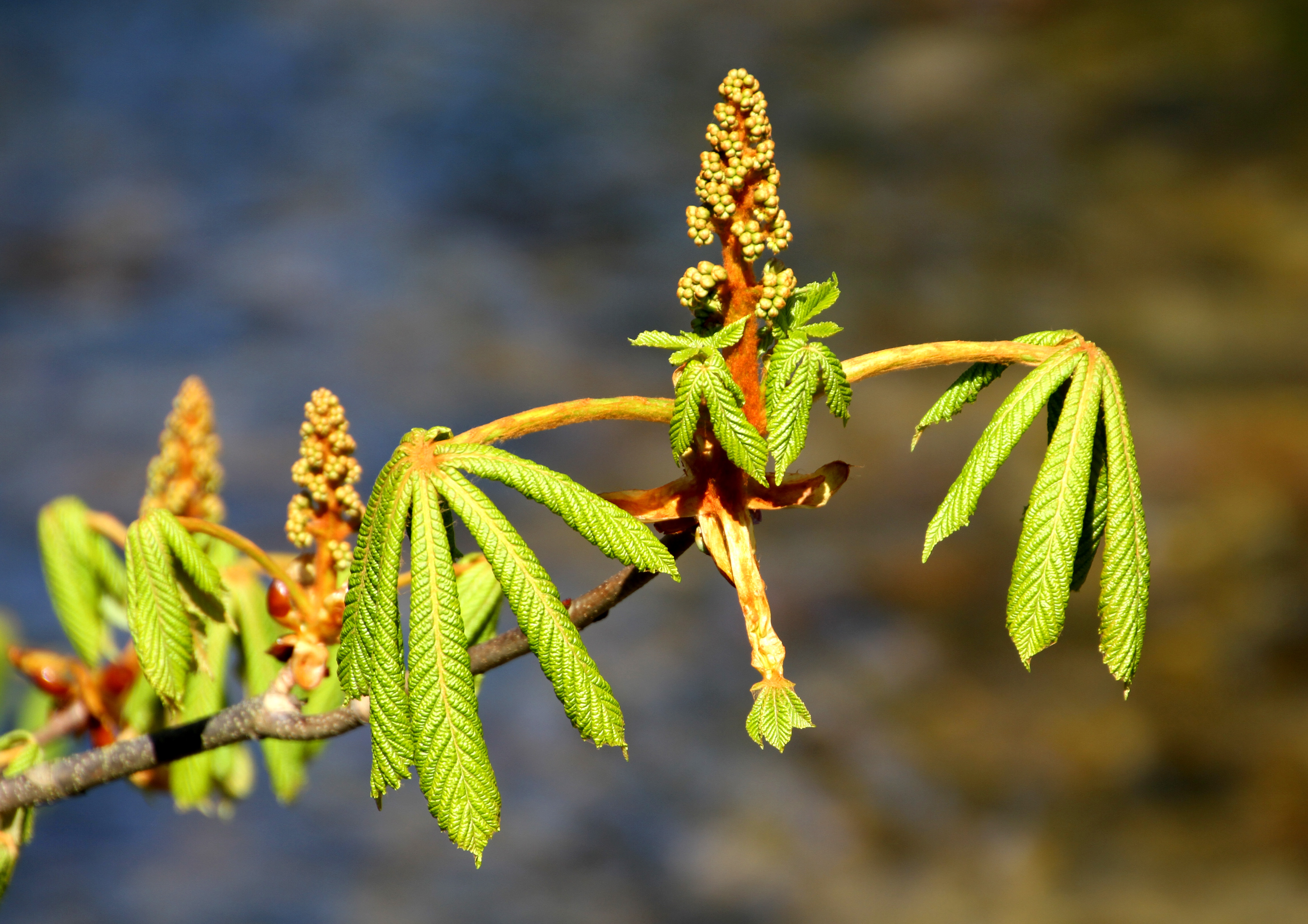
Castaños
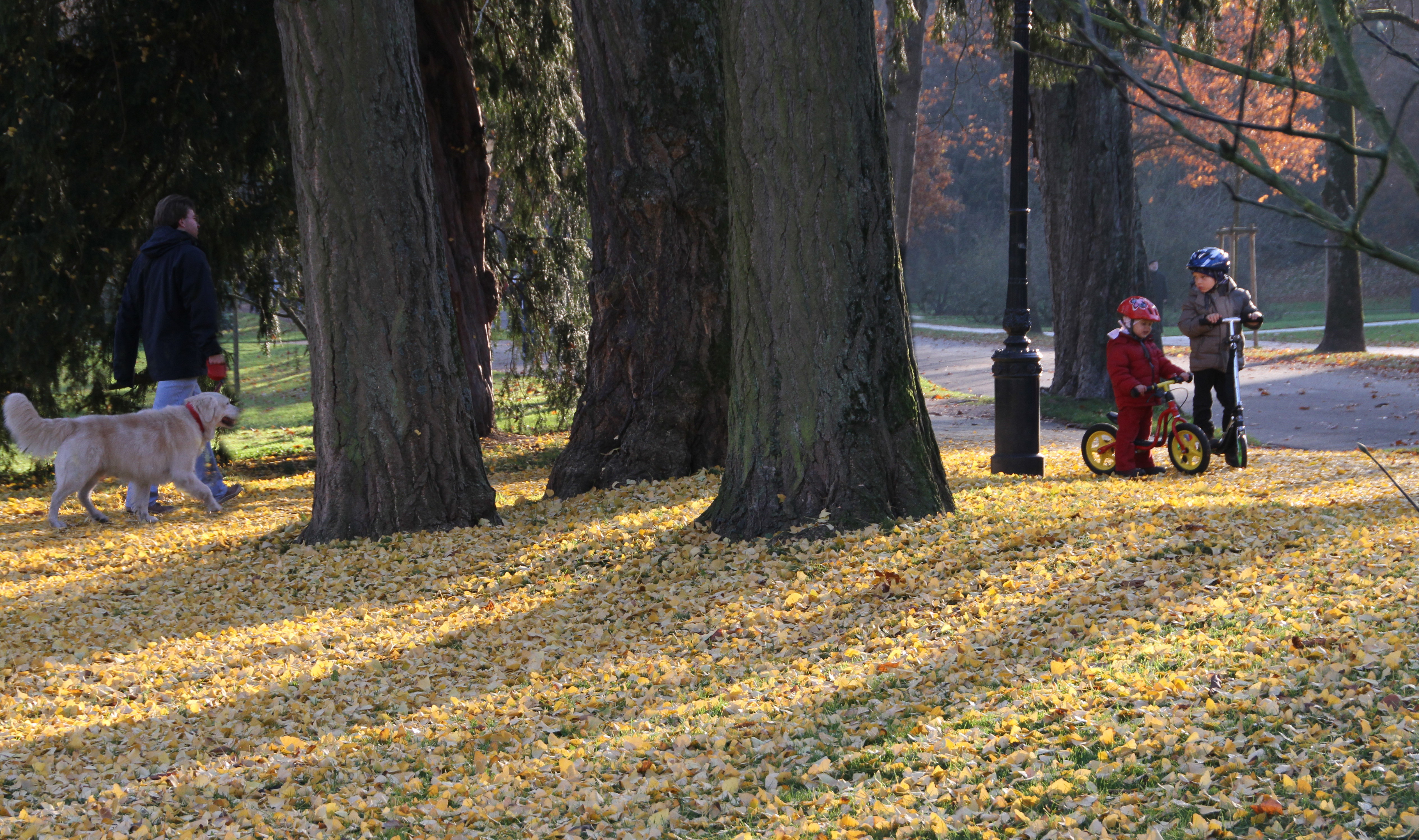
Ginkgos
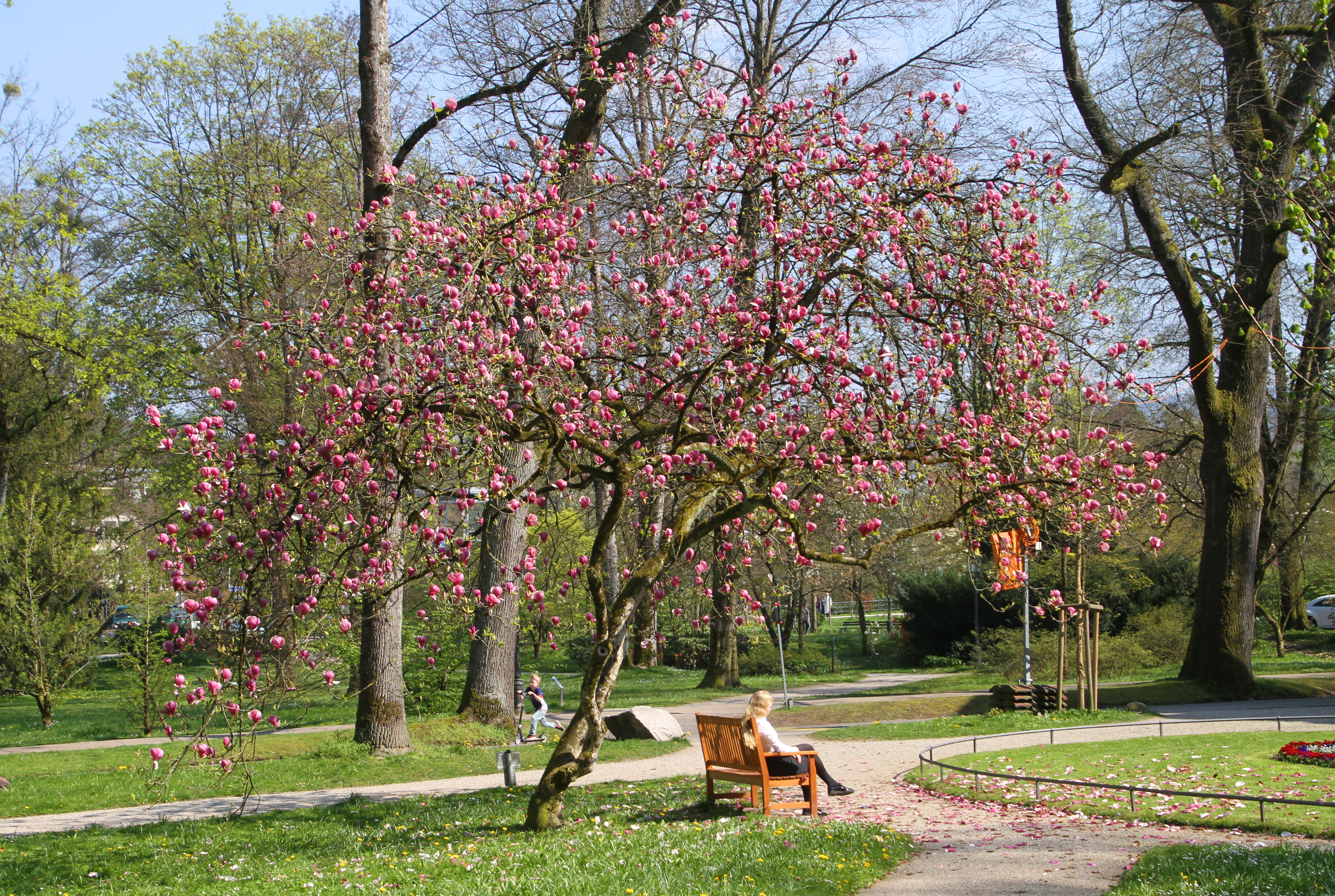
Magnolia
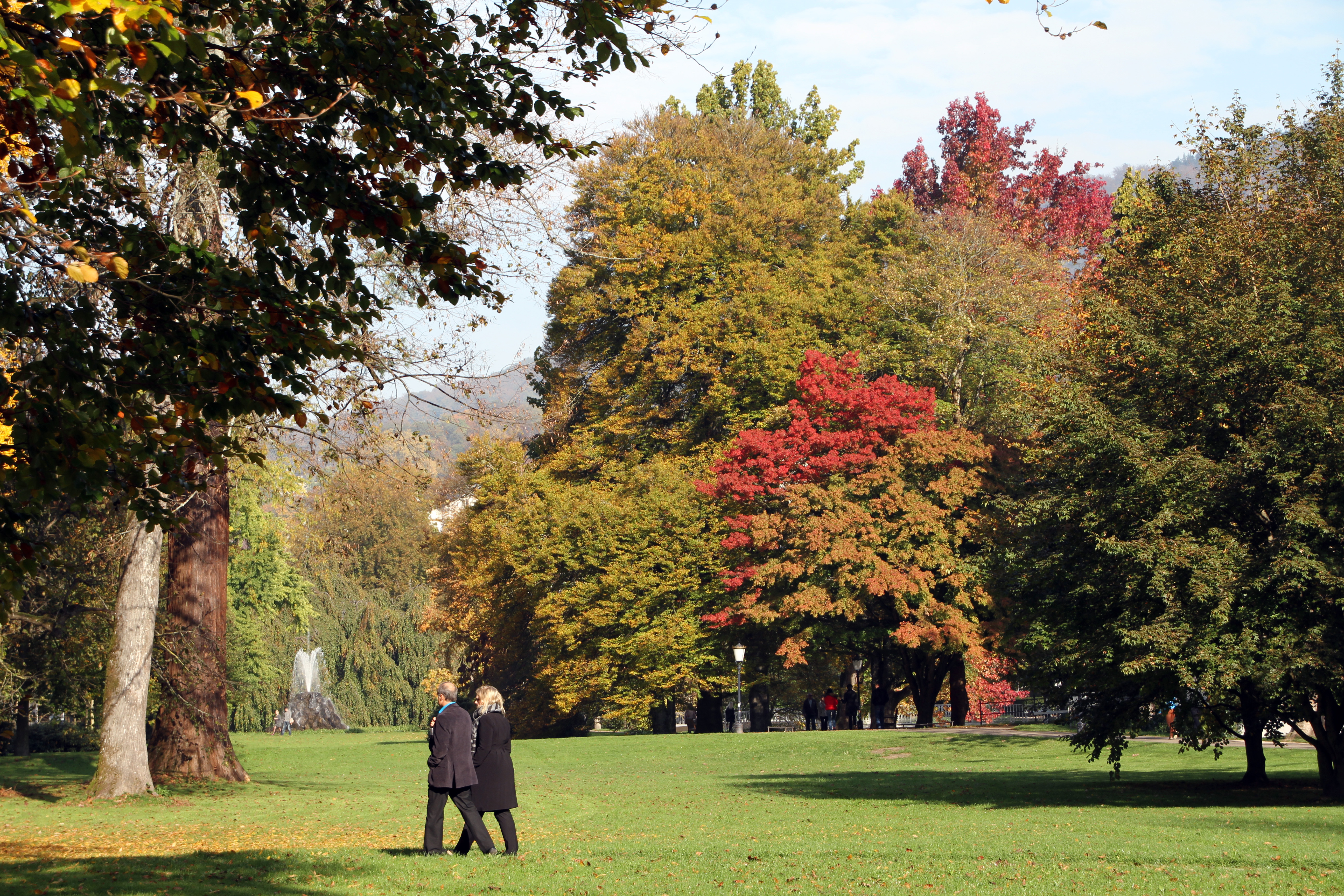
Aceres
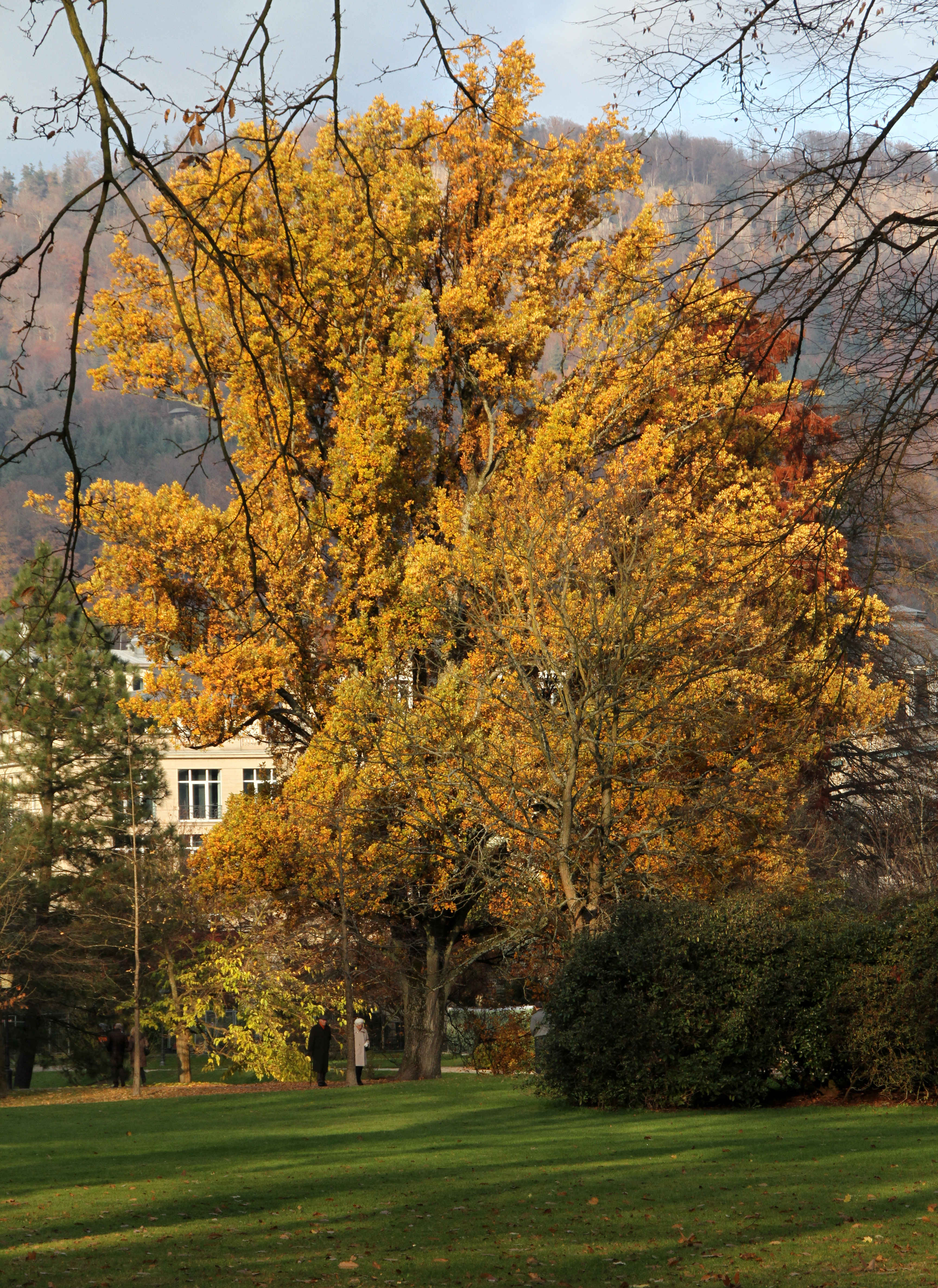
Roble-Quercus
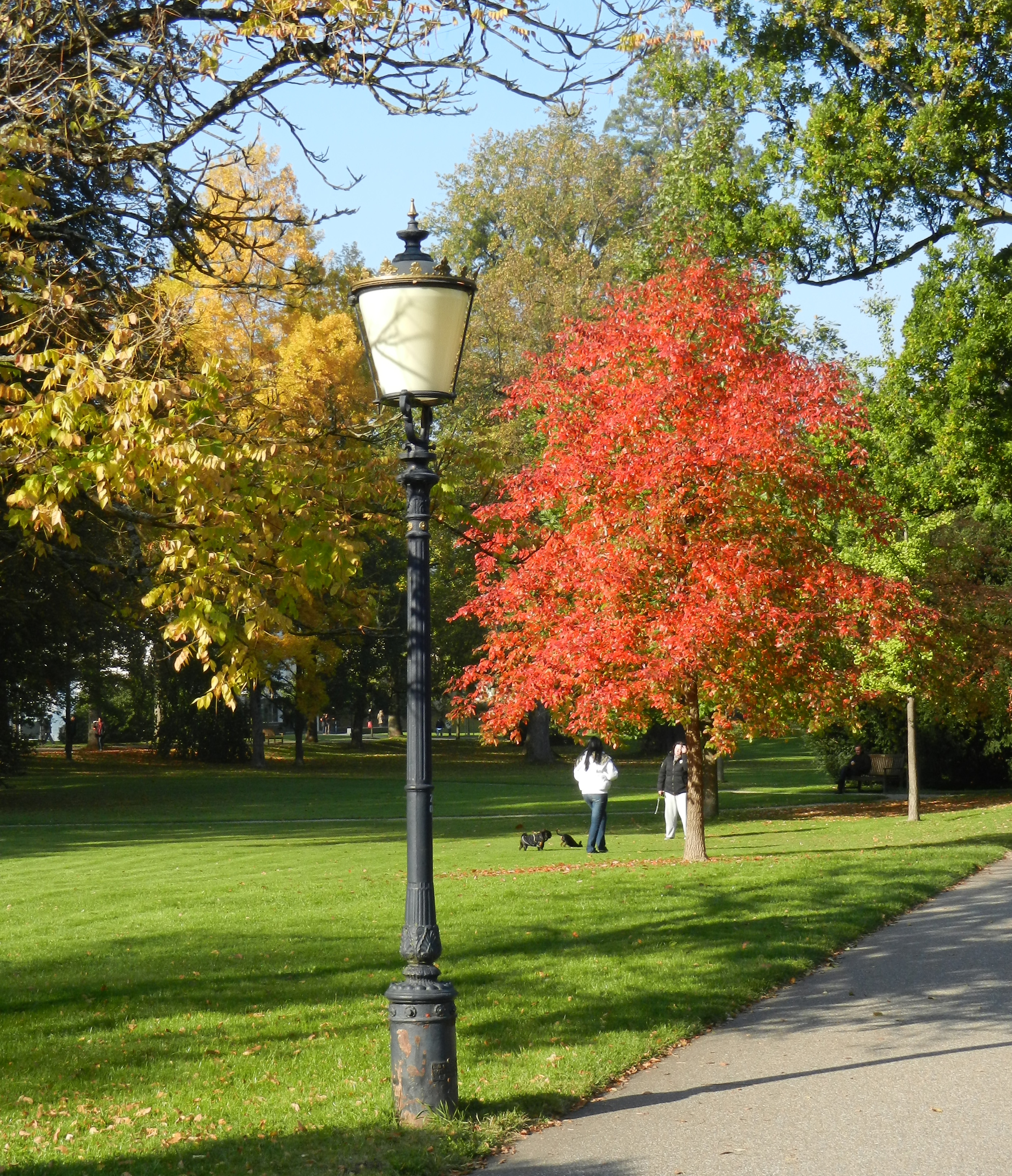
Nyssa sylvatica
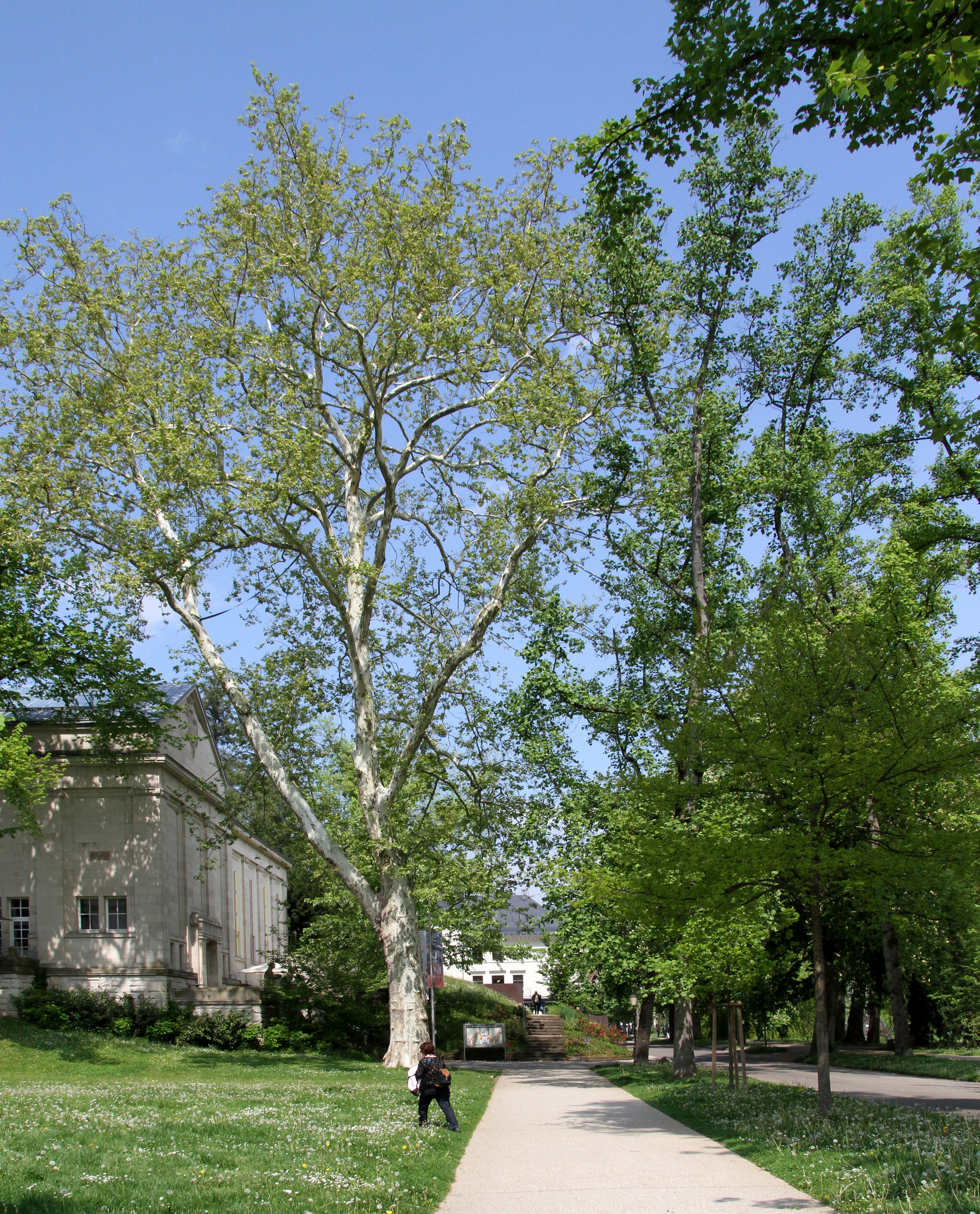
Platanus

La avenida tiene su término en el noroeste en el kurgarten, y en el sureste en un jardín de dahlias que alberga bustos de Clara Schumann, Johannes Brahms, y Robert Stolz.

Jardín de dahlias
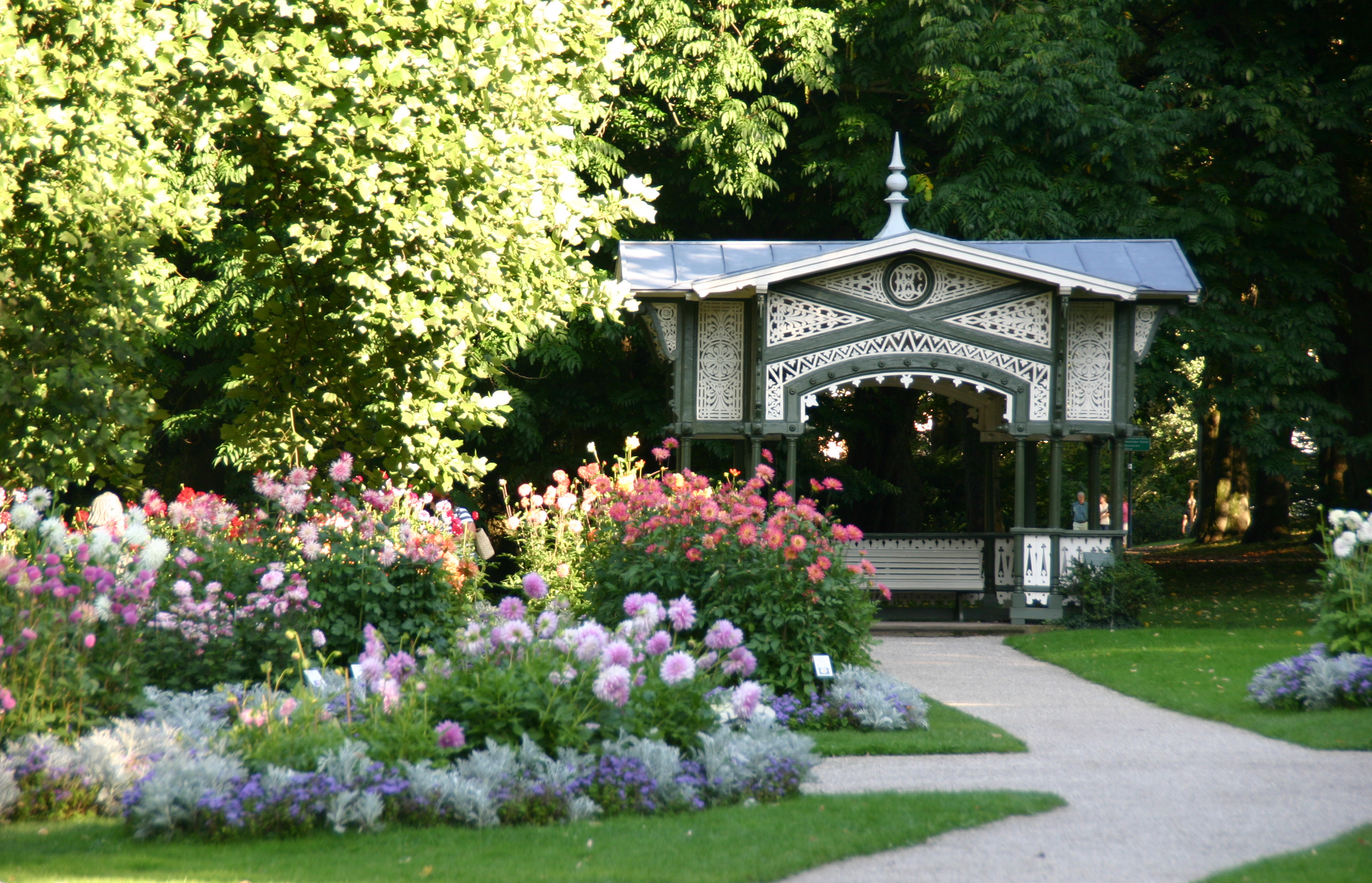
Pavillon Bénazet
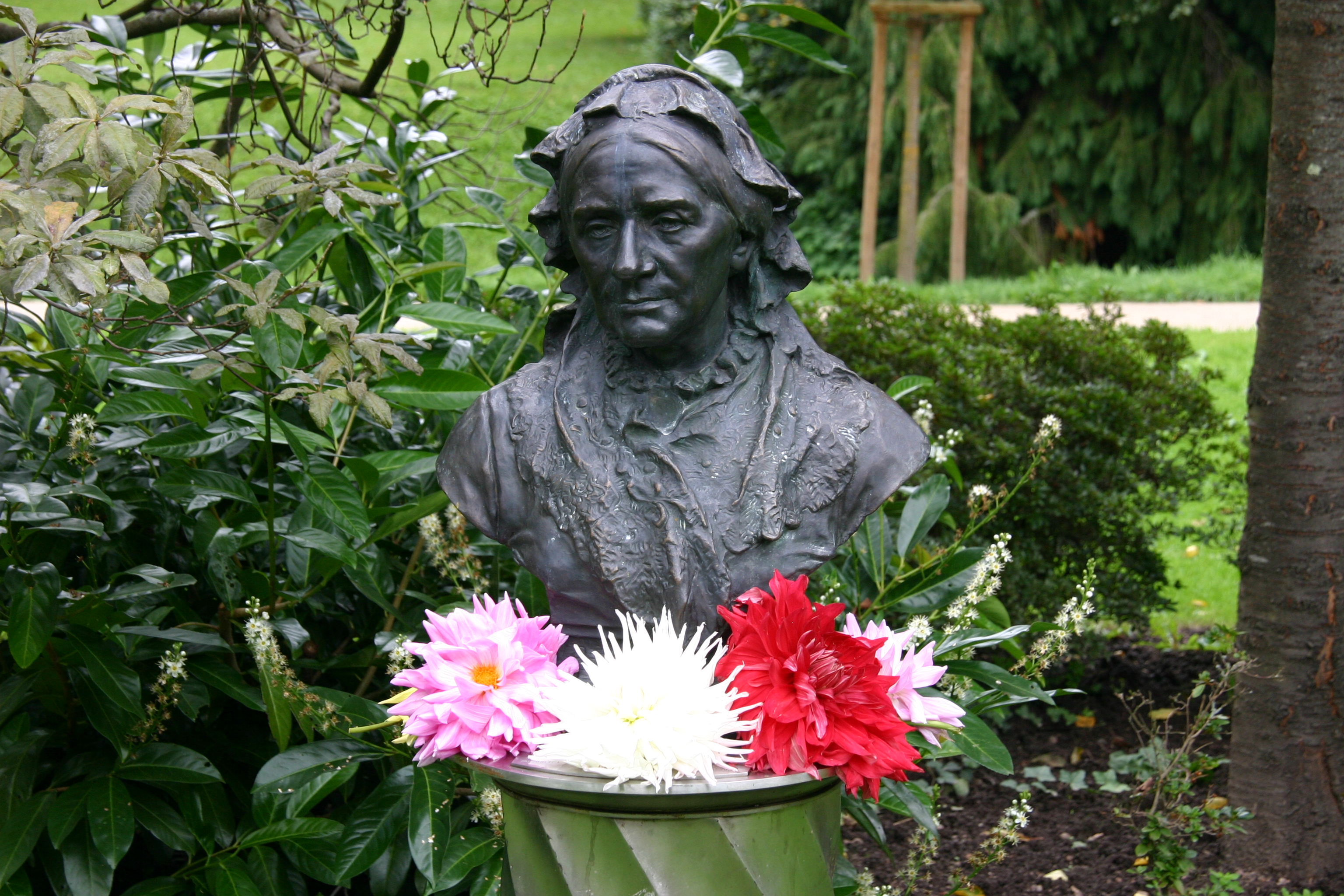
Clara Schumann
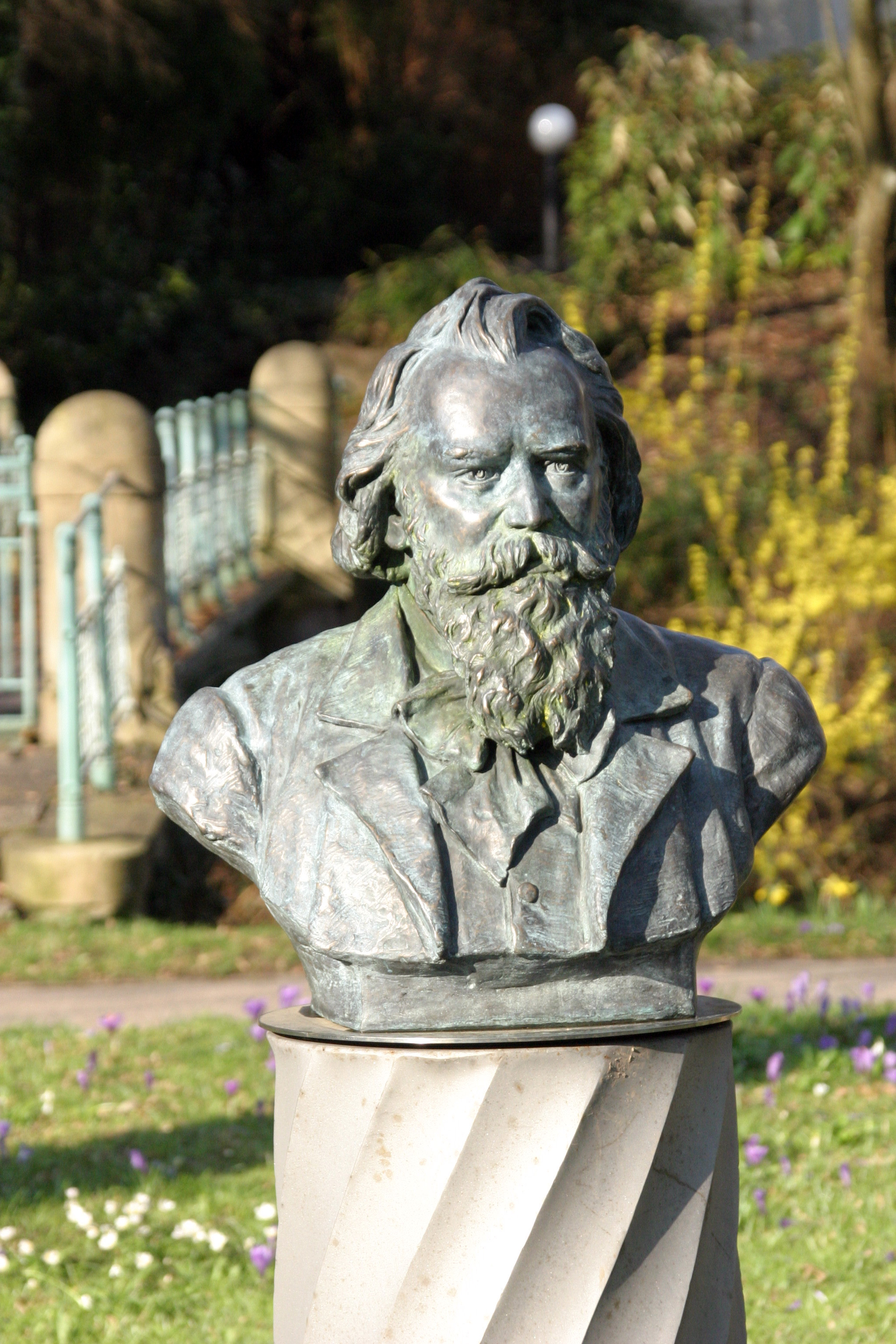
Johannes Brahms
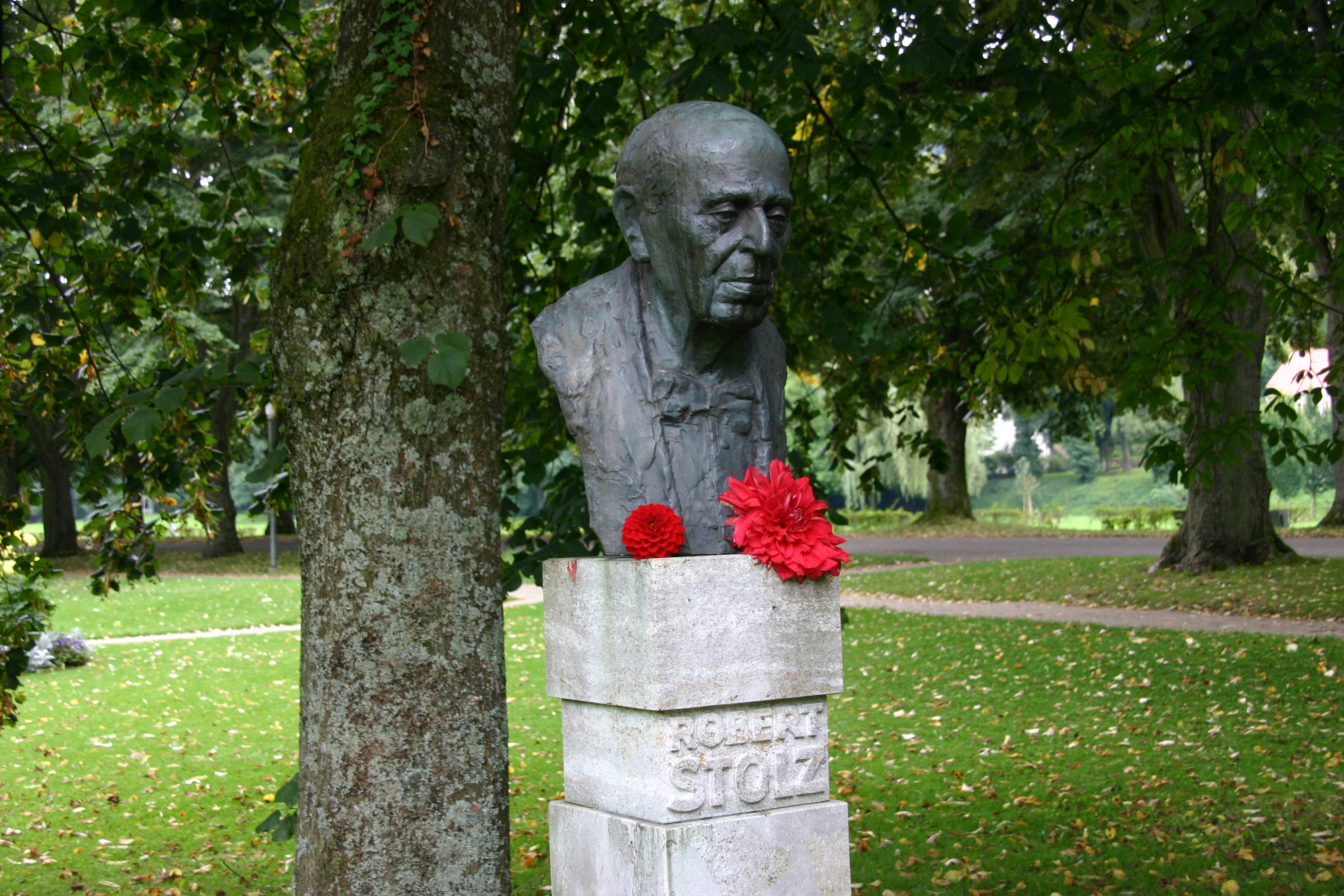
Robert Stolz
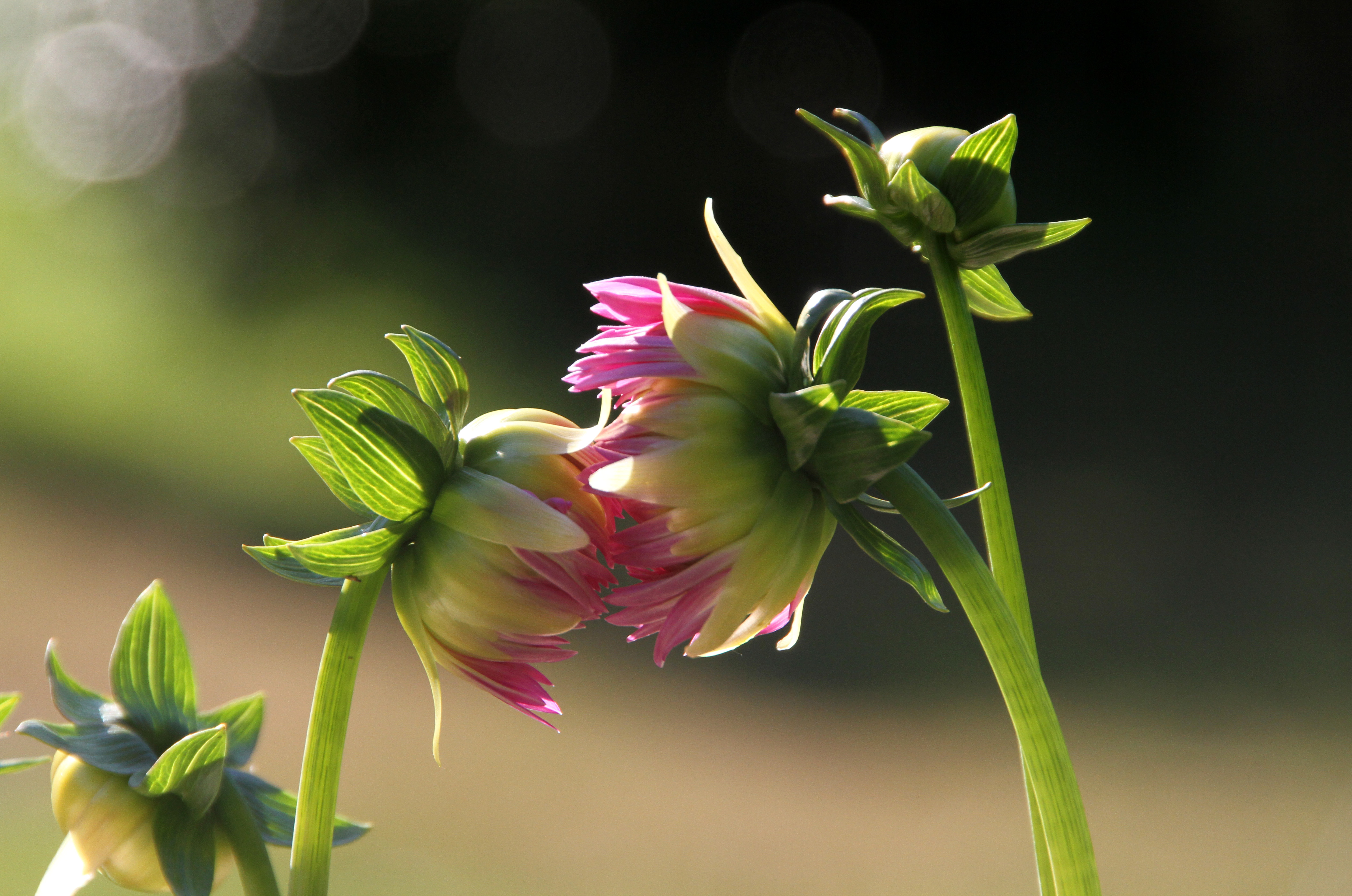
Dahlia
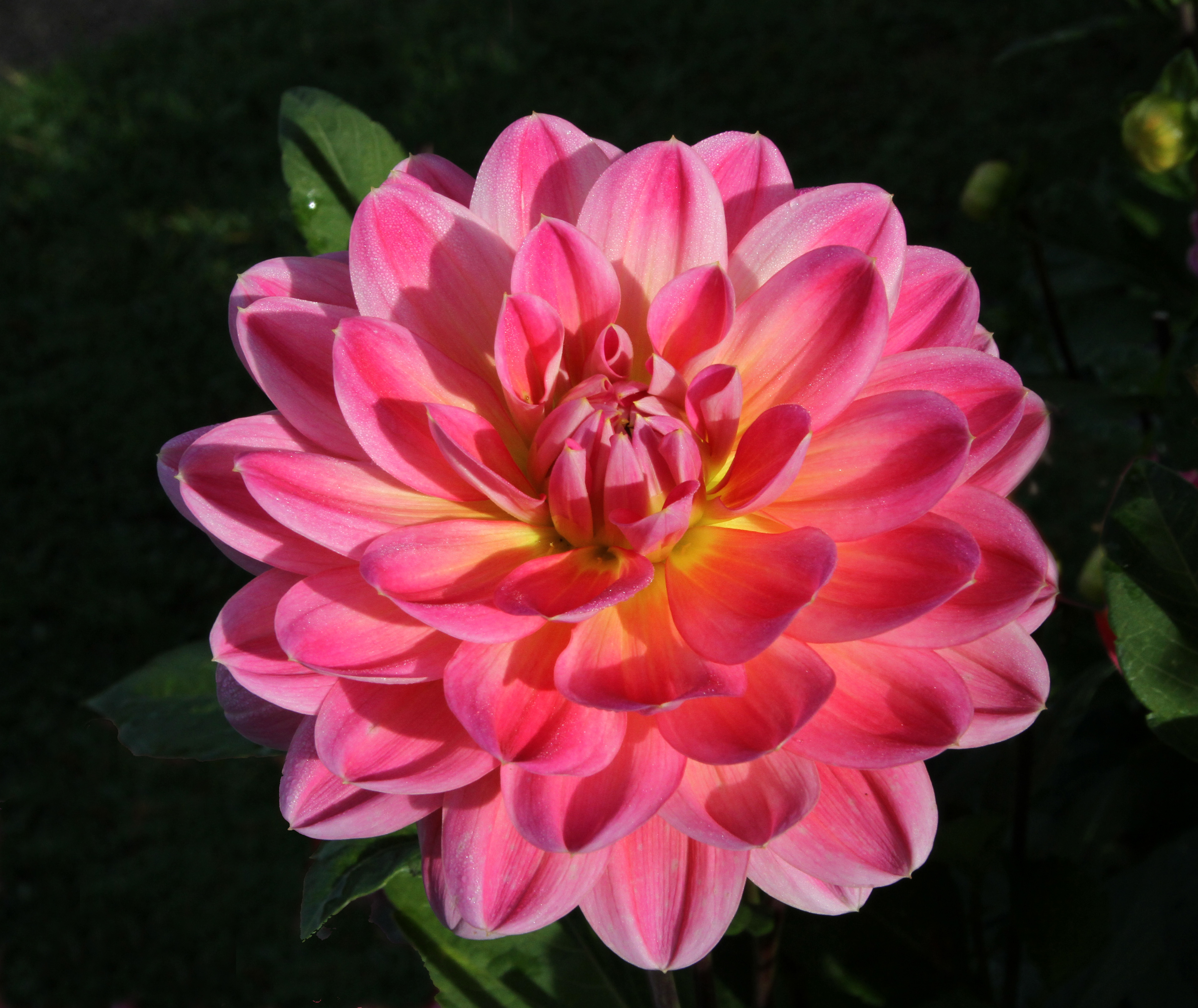
Dahlia
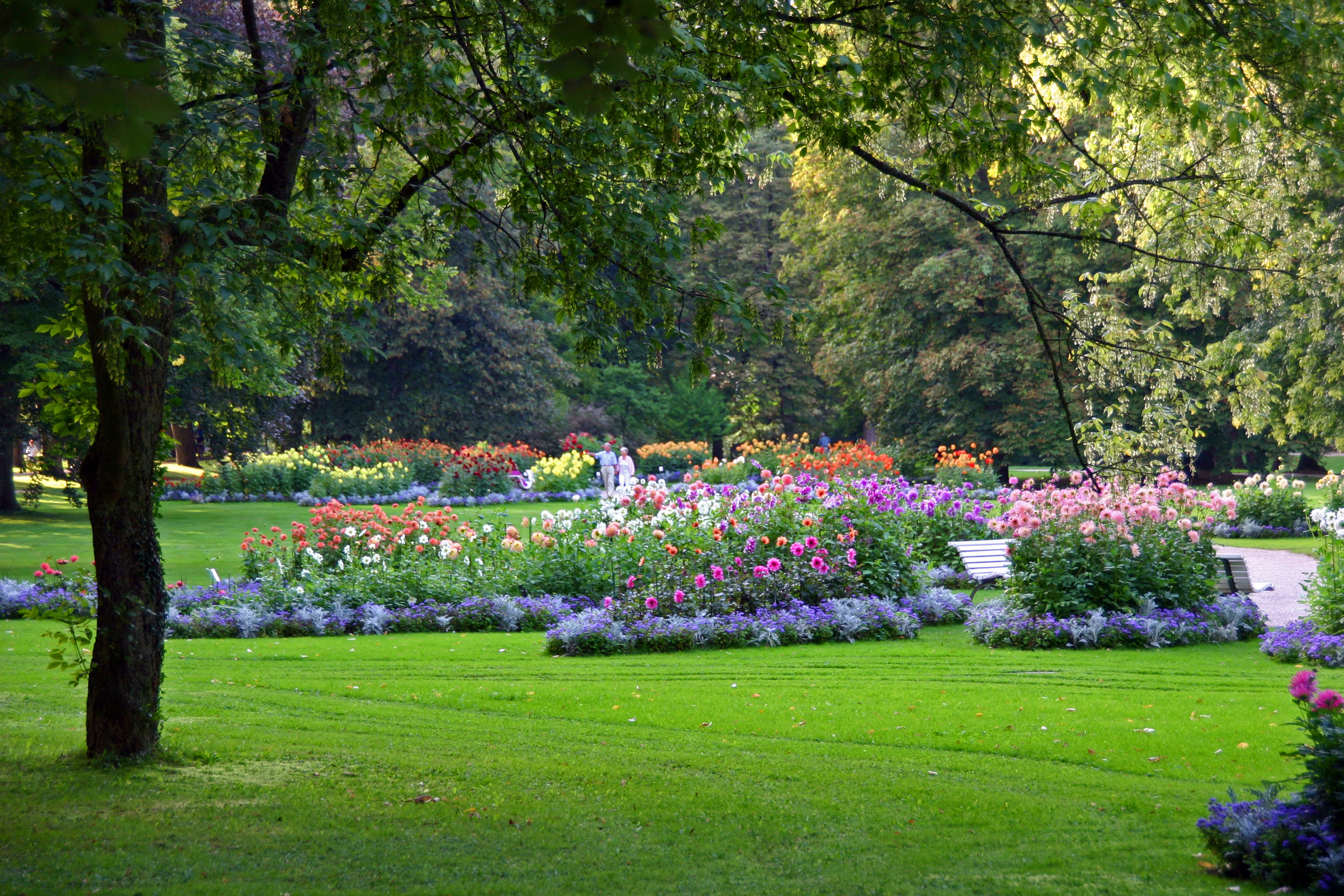
Jardín de dahlias

## Literatura
- Bernd Weigel: Die Lichtentaler Allee. Denkmal der Gartenkunst in Baden-Baden, Editor: Aquensis Verlag, 2005, ISBN=3-937978-15-1
- Bernd Weigel: Parkführer Baden-Baden. Die Gärten und Kuranlagen im Oostal, Baden-Baden 2001.